# صليب القديس أندرو
صليب القديس اندرو او صليب ديكوساتا هو رمز شعارى على شكل صليب قطرى يشبه الحرف X في الكتابة اللاتينية.
يُطلق عليه أيضاً صليب القديس أندرو أو صليب القديس أندراوس أو الصليب المائل، وهو رمز شعاري على شكل صليب مائل. والكلمة مشتقة من كلمة "سوتوار" الفرنسية الوسطى، وهي كلمة لاتينية تعود للقرون الوسطى سالتاتوريا ("ركاب").
ومن استخدامه كعلامة ميدانية، استُخدم الرمز في عدد من الأعلام، في القرن السادس عشر لاسكتلندا وبورغوندي، وفي القرن الثامن عشر أيضاً كراية للبحرية الروسية، ولإيرلندا. ويشمل الاستخدام البارز في القرن التاسع عشر بعض أعلام الولايات الكونفدرالية الأمريكية. كما يُستخدم أيضاً في علم جامايكا وعلى الأختام، وكشعار في شعارات النبالة. كما استعمل في الطوابع البريدية مثل طابع صليب القديس أندرو.

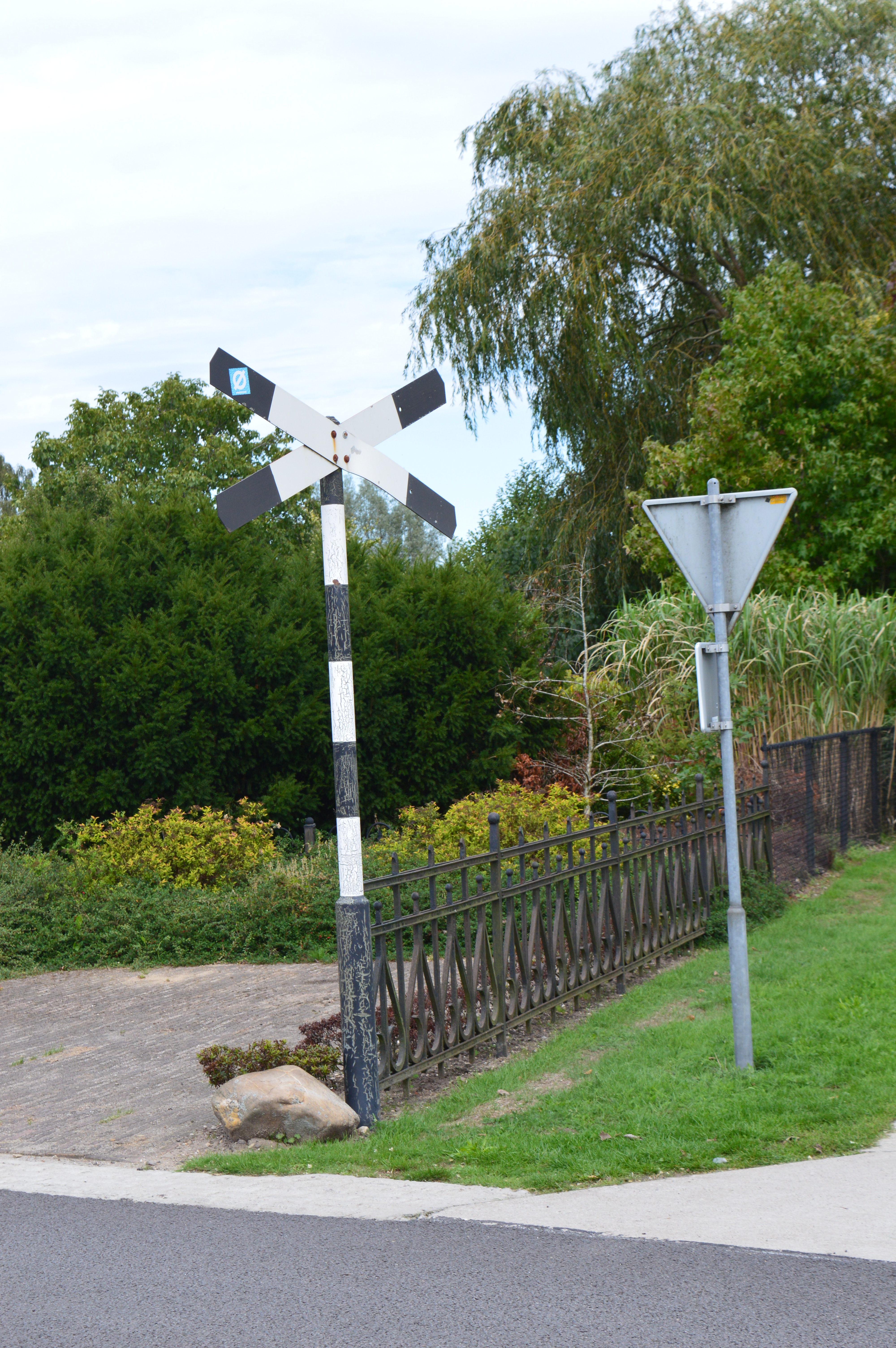
الصليب وضع لأجل تنبيه السائق للإشارة إلى النقطة التي يتقاطع عندها خط سكة حديد مع طريق آخر

تُستخدم أيضًا علامة تحذيرية على شكل تنبيه للإشارة إلى النقطة التي يتقاطع عندها خط سكة حديد مع طريق آخر.